# Rechter Thomas
Rechter Thomas is een Nederlandse film uit 1953 van Walter Smith in zwart-wit. Het verhaal is gebaseerd op het boek Rechter Thomas van François Pauwels. De film trok circa 244.000 bezoekers.

## Synopsis
Rechter Thomas krijgt een zaak voorgelegd waarbij het gaat om een jeugdige dief die erg op zijn overleden zoon lijkt. Hierdoor raakt Thomas in de ban van de jongen en is er hem opeens alles aan gelegen om de jongen vrij te pleiten. Toch moet de jongen nog enige tijd in de gevangenis verblijven. Dit duurt hem echter te lang en hij weet te ontsnappen. Thomas helpt de jongen door hem onderdak te verlenen in zijn huis. Als de jongen weer gepakt wordt heeft Thomas heel wat uit te leggen bij de President van de Rechtbank.

## Rolverdeling
| Acteur               | Personage                  |
| -------------------- | -------------------------- |
| Piet Bron            | Rechter Thomas             |
| Ton van Duinhoven    | Joop                       |
| Johan Valk           | De inbreker                |
| Rini van Slingelandt | Lenie                      |
| Henri Eerens         | President van de Rechtbank |
| Bob de Lange         | Officier van Justitie      |
| Max Croiset          | Bewaarder                  |
| Gerrit Karman        | Rechtbankverslaggever      |

1896-1909 · 1910-19 · 1920-29 · 1930-39 · 1940-49 · 1950-59 · 1960-69 · 1970-79 · 1980-89 · 1990-99 · 2000-09 · 2010-19
· 2020-29